# Mexicaanse algemene verkiezingen 2000
Op zondag 2 juli 2000 vonden er in Mexico algemene verkiezingen plaats. Er werd gestemd voor een president, de opvolger van Ernesto Zedillo, de kamer van afgevaardigden en de Kamer van Senatoren. De presidentsverkiezingen werden gewonnen door Vicente Fox, die daarmee de eerste president was die niet afkomstig was van de Institutioneel Revolutionaire Partij (PRI) in 71 jaar.

## Campagne

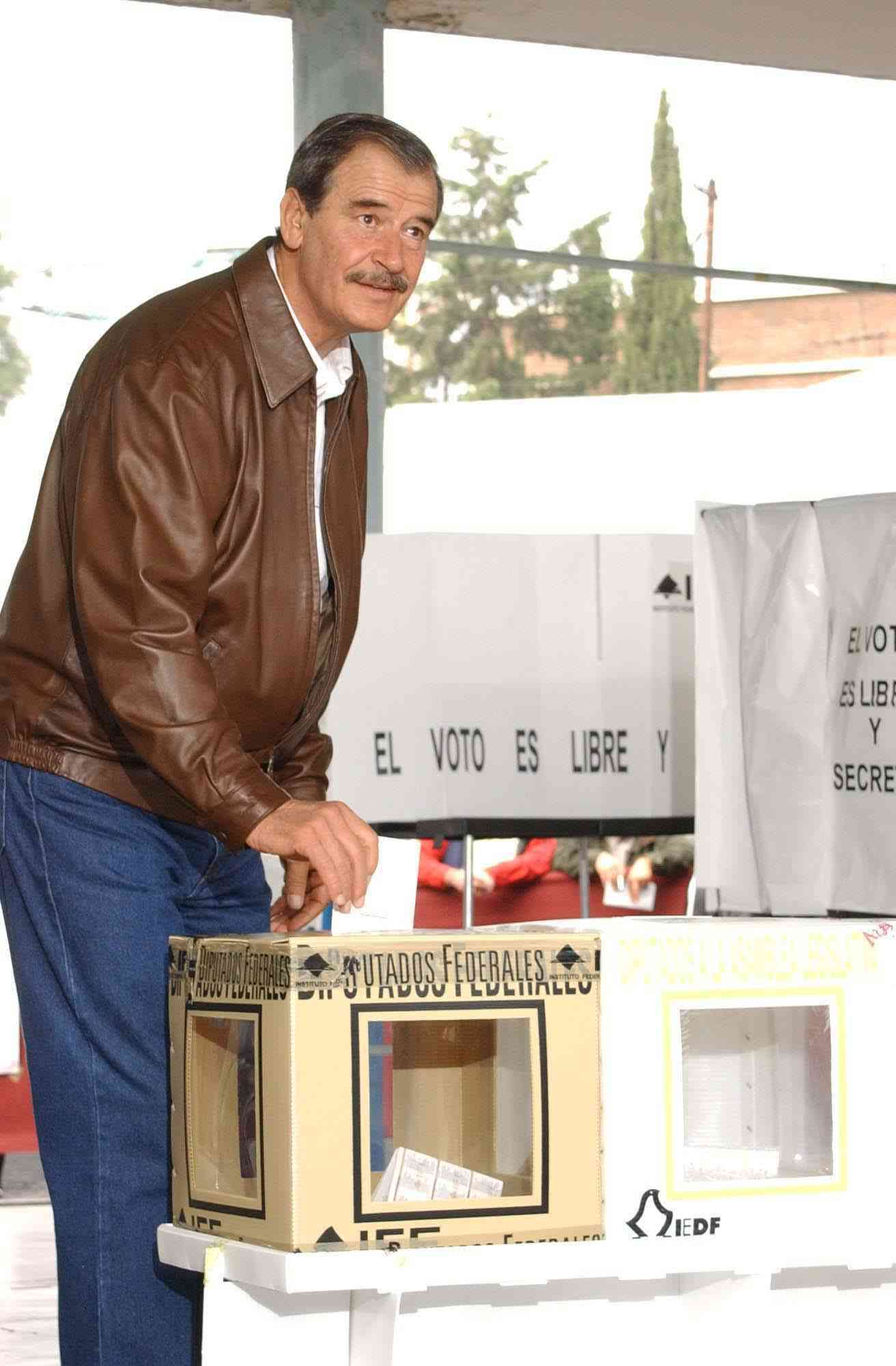
Fox brengt zijn stem uit

De presidentsverkiezing van 2000 was de eerste waarbij de Institutioneel Revolutionaire Partij (PRI), die het land sinds 1929 regeerde, haar kandidaat door de leden liet kiezen. Voorheen werd deze altijd door de zittende president aangewezen (de dedazo), maar dit was een praktijk die Zedillo had veranderd. De priístas kozen Francisco Labastida als hun kandidaat. Hij versloeg in die voorverkiezing Roberto Madrazo en Manuel Bartlett. De leden van de Nationale Actiepartij (PAN) kozen Vicente Fox als hun kandidaat boven Diego Fernández de Cevallos en voor de Partij van de Democratische Revolutie (PRD) was Cuauhtémoc Cárdenas voor de derde keer kandidaat. Enkele leden van de PRD en PAN hadden voorgesteld dat beide partijen samen met een kandidaat op de proppen zouden komen, om zo de kans de positie van de PRI eindelijk te breken, maar dat werd door zowel Fox als Cárdenas afgewezen. Fox' kandidatuur werd ook gesteund door de Groene Ecologische Partij van Mexico (PVEM), die samen met de PAN de Alliantie voor de Verandering (Alianza por el Cambio) vormde. Cárdenas werd naast zijn eigen PRD gesteund door de Partij van de Arbeid (PT), Convergentie, de Sociale Alliantiepartij (PAS) en de Partij van de Nationalistische Samenleving (PSN), die zich verenigden in de Alliantie voor Mexico (Alianza por México)
De verkiezingscampagne was felbevochten. Fox leek een goede kans te hebben de eerste persoon te zijn die de macht van de PRI zou weten te breken. Naast de traditionele achterban van de PAN kreeg hij ook steun van delen van links, die hoopten dat Fox een einde zou kunnen maken aan de dominantie van de PRI en ontevreden waren met de alweer derde poging op president te worden van Cárdenas. Fox trok streng ten strijde de PRI en voerde een campagne die door een deel van de PAN als te populistisch en platvloers werd beschouwd. Zo insinueerde hij dat de PRI-kandidaat Francisco Labastida homoseksueel zou zijn, iets waarvoor hij later zijn excuses aanbood.
In de weken voor de verkiezingen werd duidelijk dat Fox een goede kans had om te winnen. De vraag was alleen of de PRI, die al sinds 1929 onafgebroken regeerde, een verlies zou accepteren. Fox won met 44% van de stemmen. Zedillo gaf al op de verkiezingsavond de nederlaag van zijn partij en feliciteerde Fox, wat veel van zijn partijgenoten hem niet in dank afnamen. De PRI kwam voor het eerst in haar 71-jarige bestaan in de oppositiebanken terecht. Ook in de verkiezingen voor de kamer van afgevaardigden en de senaat was de PAN de grote winnaar, terwijl zowel de PRI als de PRD verloren.
De verkiezingen van 2000 betekende het einde voor een drietal partijen: de Authentieke Partij van de Mexicaanse Revolutie (PARM), de Partij van het Democratische Centrum en Sociaaldemocratie. Zij behaalden niet genoeg stemmen om een zetel te krijgen en verloren daarmee hun erkenning. Vooral voor de PARM was dit verlies pijnlijk. Deze partij bestond al sinds 1954. Porfirio Muñoz Ledo, de presidentskandidaat voor deze partij had zich, zeer tegen de zin van het partijbestuur, enkele weken voor de verkiezing teruggetrokken uit de race en zijn aanhangers opgeroepen op Cárdenas te stemmen. Hierdoor wist de PARM niet meer voldoende stemmen te halen.

## Officiële uitslagen

### Presidentsverkiezingen
| Partij/Alliantie | Kandidaat                | Stemmen    | Percentage |
| --- | ------------------------ | ---------- | ---------- |
| Alliantie voor de Verandering (Nationale Actiepartij (PAN), Groene Ecologische Partij van Mexico (PVEM)) | Vicente Fox              | 15.988.740 | 43,43%     |
| Institutioneel Revolutionaire Partij (PRI) | Francisco Labastida      | 13.576.385 | 36,88%     |
| Alliantie voor Mexico (Partij van de Democratische Revolutie (PRD), Partij van de Arbeid (PT), Convergentie voor de Democratie (CDPPN), Sociale Alliantiepartij (PAS), Partij van de Nationalistische Samenleving (PSN)) | Cuauhtémoc Cárdenas      | 6.259.048  | 17,00%     |
| Authentieke Partij van de Mexicaanse Revolutie (PARM) | Porfirio Muñoz Ledo      | 157.119    | 0,43%      |
| Partij van het Democratische Centrum (PCD) | Manuel Camacho Solís     | 208.261    | 0,57%      |
| Sociaaldemocratie (DS) | Gilberto Rincón Gallardo | 592.070    | 1,61%      |
| niet-geregistreerde kandidaten |                          | 32,457     | 0,09%      |
| ongeldige stemmen |                          | 789,838    | 2,10%      |

### Kamer van Afgevaardigden
| Partij/Alliantie | Zetels        | Percentage |
| --- | ------------- | ---------- |
| Alliantie voor de Verandering Nationale Actiepartij (PAN) Groene Ecologische Partij van Mexico (PVEM) | 223 207 16    | 38,2%      |
| Institutioneel Revolutionaire Partij (PRI) | 208           | 36,9%      |
| Alliantie voor Mexico Partij van de Democratische Revolutie (PRD) Partij van de Arbeid (PT) Convergentie voor de Democratie (CDPPN) Sociale Alliantiepartij (PAS) Partij van de Nationalistische Samenleving (PSN) | 67 53 8 1 2 3 | 18,7%      |
| Authentieke Partij van de Mexicaanse Revolutie (PARM) | 0             | 0,7%       |
| Partij van het Democratische Centrum (PCD) | 0             | 1,1%       |
| Sociaaldemocratie (DS) | 0             | 1,9%       |
| niet-geregistreerde kandidaten | 2             | 0,1%       |

### Kamer van Senatoren
| Partij/Alliantie | Zetels  | Percentage |
| --- | ------- | ---------- |
| Alliantie voor de Verandering Nationale Actiepartij (PAN) Groene Ecologische Partij van Mexico (PVEM) | 52 47 5 | 38,1%      |
| Institutioneel Revolutionaire Partij (PRI) | 59      | 36,8%      |
| Alliantie voor Mexico Partij van de Democratische Revolutie (PRD) Partij van de Arbeid (PT) Convergentie voor de Democratie (CDPPN) Sociale Alliantiepartij (PAS) Partij van de Nationalistische Samenleving (PSN) | 16 0    | 18,9%      |
| Authentieke Partij van de Mexicaanse Revolutie (PARM) | 0       | 0,7%       |
| Partij van het Democratische Centrum (PCD) | 0       | 1,4%       |
| Sociaaldemocratie (DS) | 0       | 1,8%       |
| niet-geregistreerde kandidaten | 1       | 0,1%       |

1917 · 1920 · 1922 · 1924 · 1926 · 1928 · 1929 · 1930 · 1932 · 1934 · 1937 · 1940 · 1943 · 1946 · 1949 · 1952 · 1955 · 1958 · 1961 · 1964 · 1967 · 1970 · 1973 · 1976 · 1979 · 1979 · 1982 · 1985 · 1988 · 1991 · 1994 · 1997 · 2000 · 2003 · 2006 · 2009 · 2012 · 2015 · 2018 · 2021 · 2024 · 2027